# Gmina Kumrovec
Gmina Kumrovec (chorw. Općina Kumrovec) – gmina w Chorwacji, w żupanii krapińsko-zagorskiej. W 2011 roku liczyła 1588 mieszkańców. 7 maja 1892 roku we wsi urodził się Josip Broz Tito.